# Svitavy
Svitavy (en allemand : Zwittau) est une ville de la région de Pardubice, en Tchéquie, et le chef-lieu du district de Svitavy. Sa population s'élevait à 16 108 habitants en 2024.

## Géographie
Svitavy se trouve sur la rivière Svitava dans l'ouest de la région historique de Moravie, aux confins de la Bohême, dans une grande plaine. La municipalité est située à 17 km au sud du nœud ferroviaire de Česká Třebová, à 59 km au sud-est de Pardubice, à 62 km au nord de Brno et à 150 km à l'est-sud-est de Prague.
Svitavy est limitée par Kukle et Opatovec au nord, par Dětřichov au nord-est, par Koclířov et Kamenná Horka à l'est, par Hradec nad Svitavou au sud et par Vendolí et Javorník à l'ouest.

## Histoire
Le premier bourg situé sur un gué de la rivière Svitava se trouvait sur l'emplacement de la ville actuelle, fondée par les Prémontrés de Litomyšl vers le milieu du XIIe siècle. La première mention de Svitavy qui nous soit parvenue remonte à 1256, au moment où cet espace limitrophe entre le royaume de Bohême et le margraviat de Moravie est colonisé sur décision de Bruno de Schaumbourg, évêque d'Olomouc. Le village tire son nom de la rivière Svitava («  pure, claire »). On fait appel à des colons villageois qui viennent aussi bien des pays de langue allemande, de Franconie, de Bavière et de Silésie.
Au milieu du XIIIe siècle, Svitavy accède au rang de ville. Vers la fin du XIVe siècle, on construit des remparts ouverts par trois portes. Bien qu'elle ait été possédée par les évêques d'Olomouc, les citoyens ont adopté la foi protestante au XVIe siècle. Tout au long de l'histoire, pendant le mouvement hussite, la guerre de Trente Ans, les guerres napoléoniennes et prussiennes ; la ville souffre du passage des armées, en raison de sa position de carrefour stratégique. Le développement d'un trafic ferroviaire contribue à l'épanouissement de la ville, principalement basé sur l'industrie textile. 
À l'ère de l'empire d'Autriche, la ville était incorporée dans le district de Moravská Třebová (Mährisch Trübau). Par suite de la défaite de l'Autriche-Hongrie lors de la Première Guerre mondiale, elle devient partie dans la nouvelle République tchécoslovaque. Selon les accords de Munich, en octobre 1938 la ville est intégrée à la zone d'occupation des Sudètes et à ce titre investie par les troupes allemandes. Après la Seconde Guerre mondiale, la plupart de la population germanophone restante a été expulsée conformément à l'accord de la conférence de Potsdam et aux décrets Beneš.
En septembre 2008, Svitavy a ouvert un musée de l'espéranto, langue internationale également utilisée pour le site web de la municipalité. Depuis octobre 2011, Svitavy accueille le siège officiel de l'Association tchèque d'espéranto.

## Administration
La commune se compose de quatre sections :
- Lačnov
- Lány
- Město
- Předměstí

## Population
Recensements (*) ou estimations de la population :
| 1869* | 1880* | 1890*  | 1900*  | 1910*  | 1921*  |
| ----- | ----- | ------ | ------ | ------ | ------ |
| 8 670 | 9 654 | 11 653 | 13 637 | 14 820 | 13 892 |

| 1930*  | 1950*  | 1961*  | 1970*  | 1980*  | 1991*  |
| ------ | ------ | ------ | ------ | ------ | ------ |
| 15 031 | 12 828 | 13 878 | 14 282 | 16 297 | 17 441 |

| 2001*  | 2011*  | 2015   | 2016   | 2017   | 2018   |
| ------ | ------ | ------ | ------ | ------ | ------ |
| 17 626 | 16 670 | 17 117 | 17 005 | 16 949 | 16 937 |

| 2019   | 2020   | 2021*  | 2022   | 2023   | 2024   |
| ------ | ------ | ------ | ------ | ------ | ------ |
| 16 838 | 16 758 | 16 242 | 16 761 | 16 186 | 16 108 |

## Patrimoine
La place centrale de Svitavy est bordée d'une galerie en arcades, la seconde en longueur pour la Tchéquie. Parmi les édifices les plus caractéristiques du cœur historique, l'ancien hôtel de ville et la demeure voisine U mouřenína (en français : « Chez Maure »). La plus ancienne église est consacrée à saint Gilles. Des remparts de la ville ne subsiste qu'un bastion semi-circulaire. Svitavy abrite également un musée de la cité et la maison Ottendorfer.

### Patrimoine civil
- Place centrale — náměstí Míru (place de la Paix) esplanade bordée de galeries à arcades, qui a été restaurée et agrandie au début des années 2000. Elle est entourée de demeures de styles principalement classique et baroque.

- Ancien hôtel de ville — à l'origine, un édifice Renaissance surmonté d'une tour, reconstruit et agrandi après un incendie en 1781 et à nouveau en 1849. Il servit de mairie jusqu'en 1933, mais abritait également la caisse d'épargne municipale, le tribunal, un poste de police avec prison. Actuellement, le bâtiment est à usage commercial. Sa façade est ornée des armoiries de la cité (une tête de bouc entre deux tours) et la tour est décorée du croissant de lune turc.

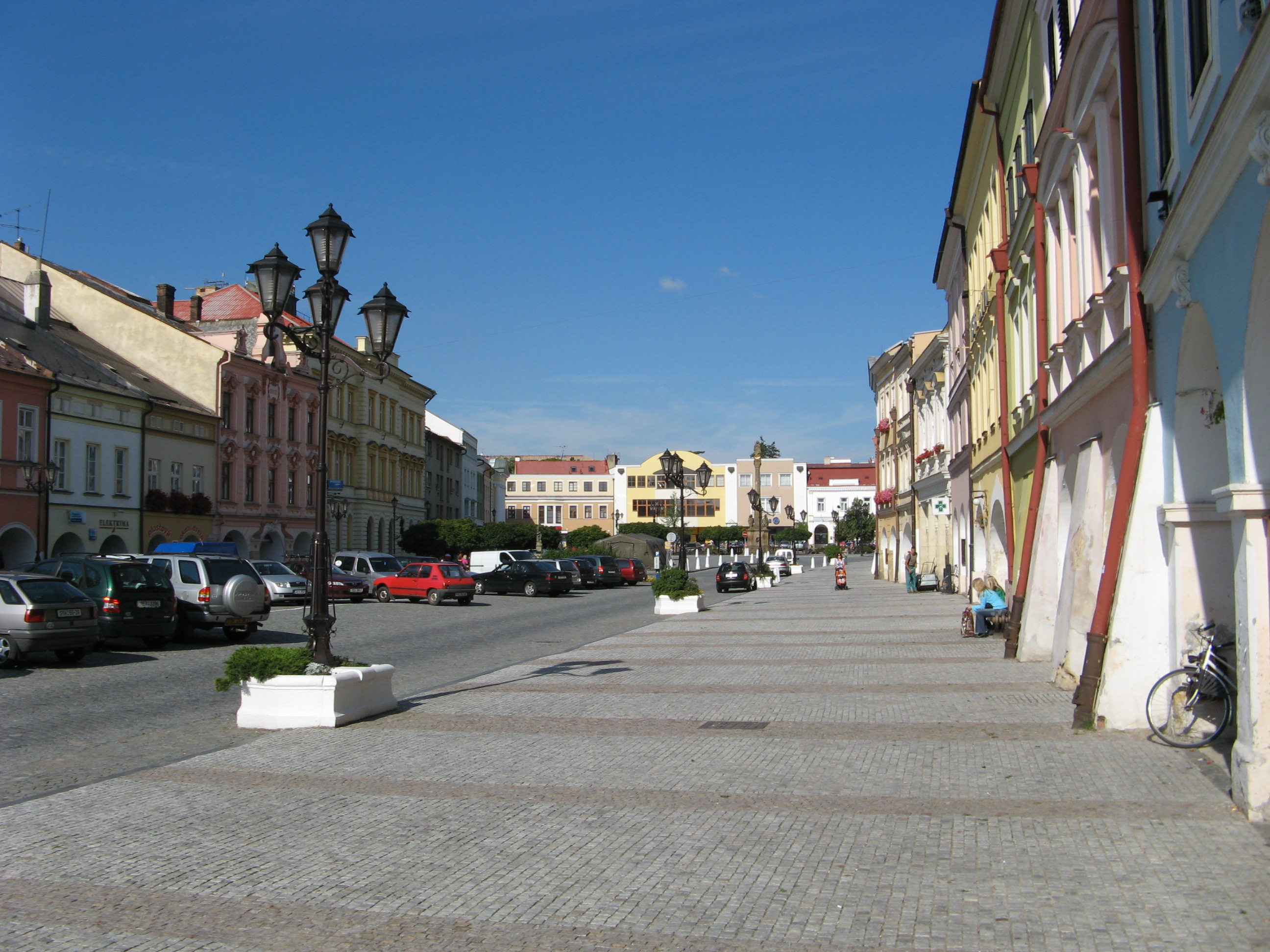
Svitavy : place de la Paix.
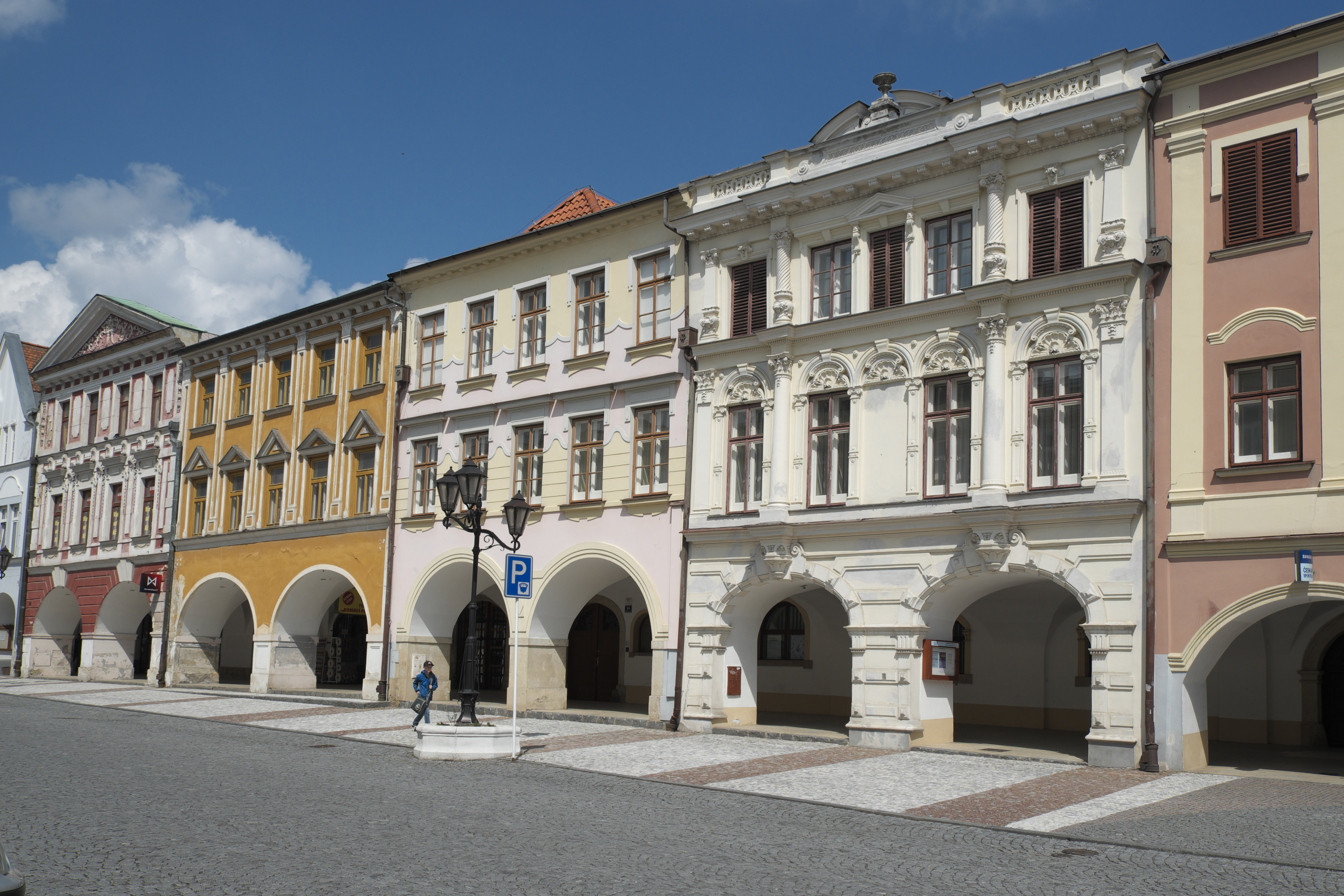
Place de la Paix : galerie sous arcades.
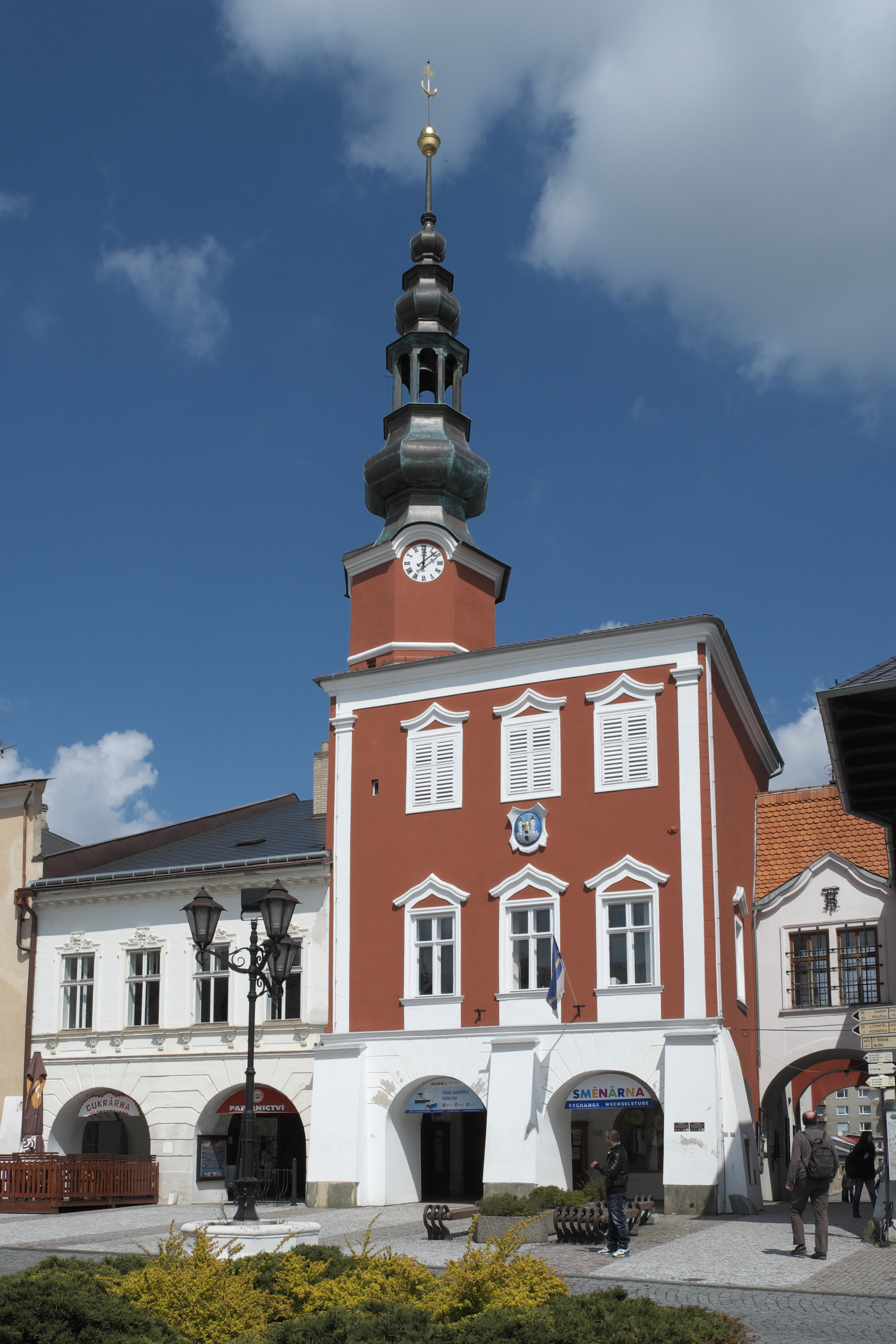
Ancien hôtel de ville.

- Maison « Chez Maure » — voisine de l'ancien hôtel de ville et reliée à celui-ci par un passage commun qui surplombe la rue. Joseph II, empereur d'Autriche, y a dormi en 1776. Elle abrite actuellement l'office du tourisme.

- Maison Ottendorfer — hôtel particulier historique de brique rouge, dominé par une tour, qui figure parmi les édifices les plus caractéristiques de la ville. C'est un enfant du pays, le philanthrope et journaliste américain Valentin Oswald Ottendorfer (en), qui l'a fait construire en 1892 sur l'emplacement de sa modeste maison natale. À l'origine, la maison Ottendorfer abritait la Bibliothèque publique Ottendorfer, qui resta jusqu'à la Seconde Guerre mondiale la plus grande et plus moderne des bibliothèques de langue allemande en Moravie (ce qui subsiste de la collection a été pris en charge par la galerie et le musée municipaux, appelés à devenir la maison municipale de la culture). Un musée de l'Espéranto et un salon de thé occupent le rez-de-chaussée depuis 2008, le hall de l'étage servant de salle de concert.

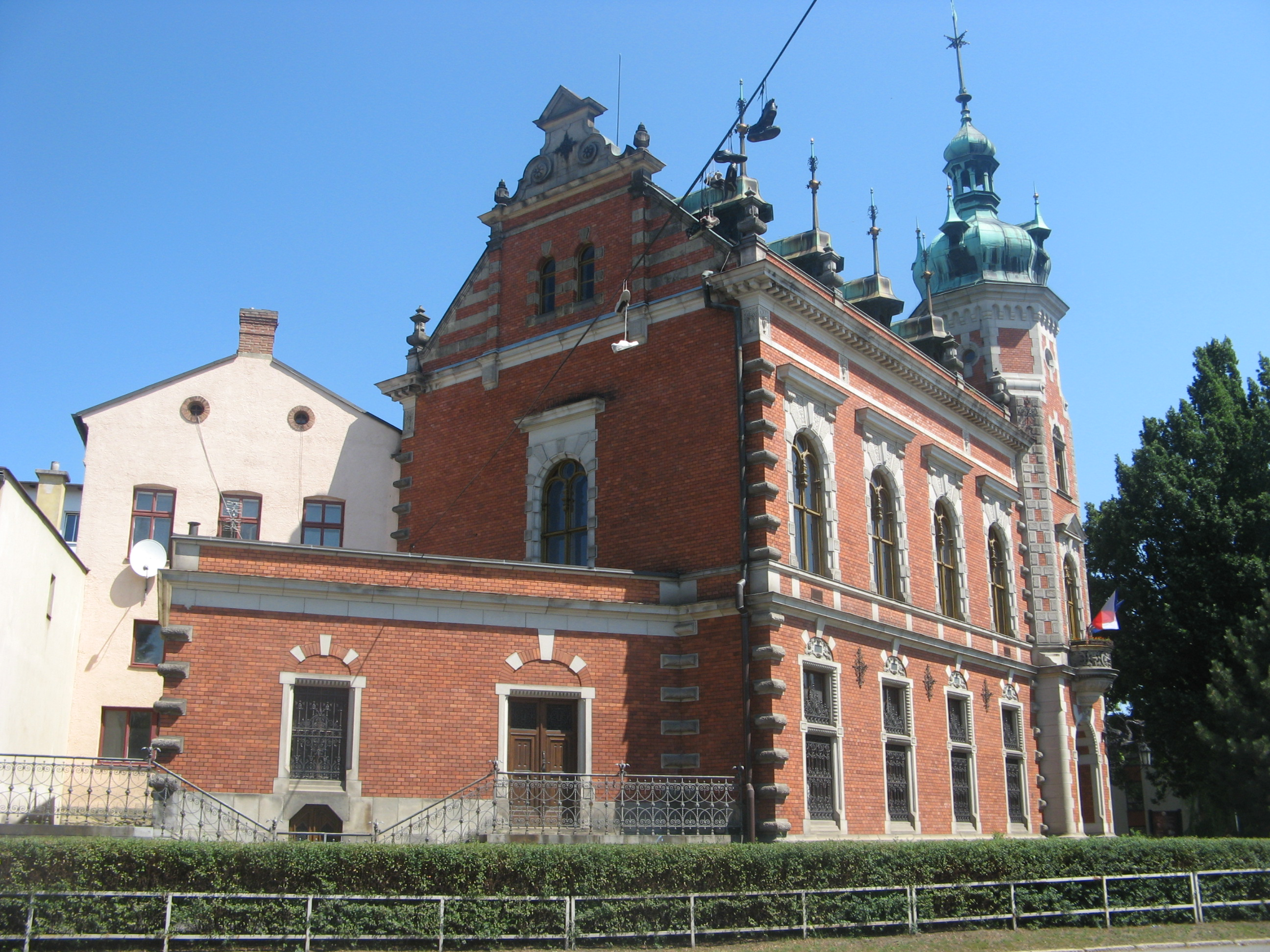
Maison Ottendorfer.
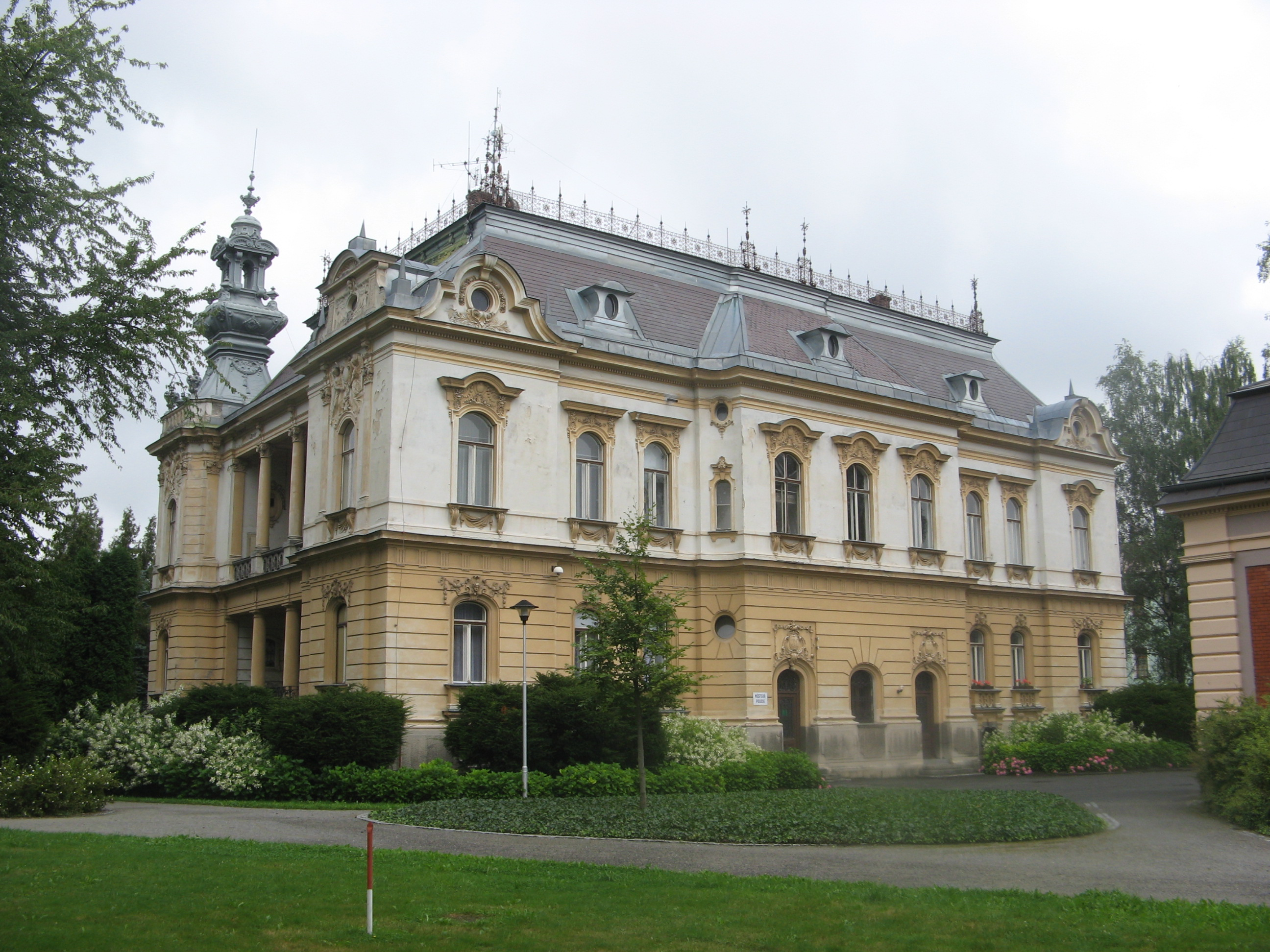
Villa Langer.

- Villa Langer (mairie actuelle) — bâtiment historique richement orné de stuc, qui se situe au bord du parc municipal Jan Palach. Il a été édifié en 1892 par l'architecte Hugo Wanderley, fils du professeur Germano Wanderley qui l'a conçu (comme il avait établi entre autres les projets de la Maison Ottendorfer. Cette maison appartenait à l'une des familles les plus aisées de Svitavy, entrepreneurs et édiles locaux qui la concèdent au Crédit municipal pendant la crise économique des années 1930. En 1933, elle est louée à la ville, qui l'achète définitivement en 1942 et y transfère les services municipaux. Elle est restaurée et agrandie en 1989.

- Ancien Crédit municipal — bâtiment néoclassique de 1902 qui se situe sur la place principale. Dans les années 1990, son intérieur est décoré par des sculptures d'Olbram Zoubek. Il est actuellement occupé par une banque.

- Ancien hospice pour orphelins et personnes âgées — édifié en 1886 avec des éléments inspirés de la Renaissance italienne, grâce au financement du mécène Valentin Oswald Ottendorfer. C'est actuellement l'école primaire.

### Patrimoine religieux
- Église de la Visitation de Marie sur la place principale — probablement un édifice de style roman à l'origine, construite vers 1250, avec des aménagements gothiques et baroques, et un clocher qui donne une vue d'ensemble sur la ville (accessible au public).

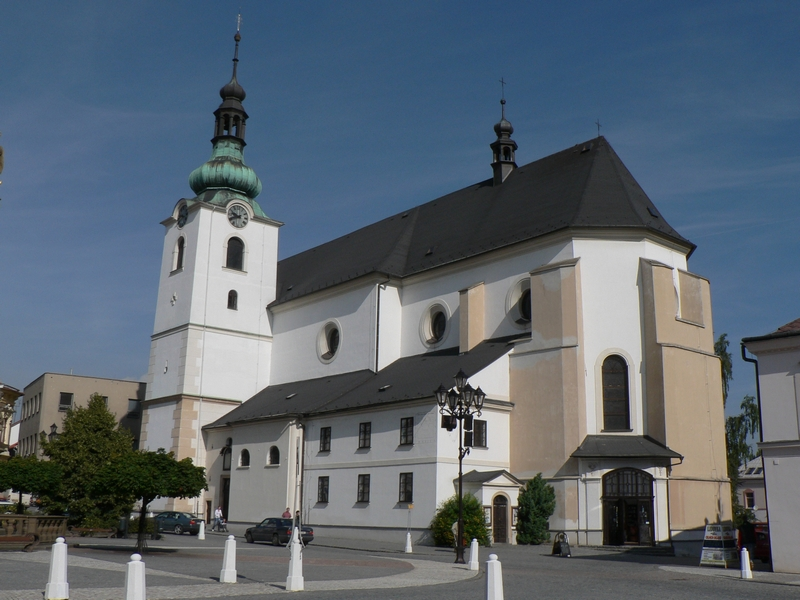
Église de la Visitation de la Vierge Marie.
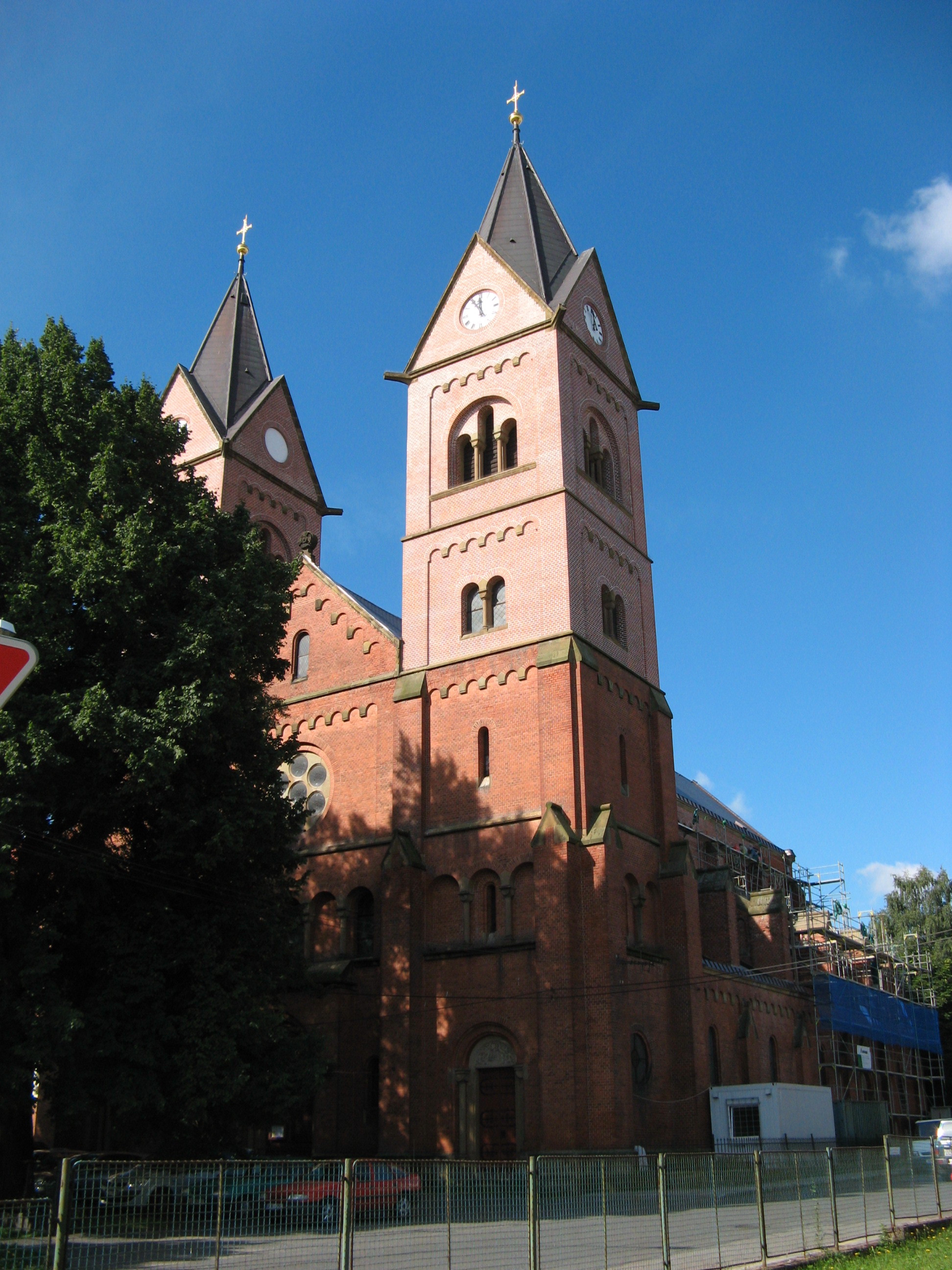
Église Saint-Joseph.
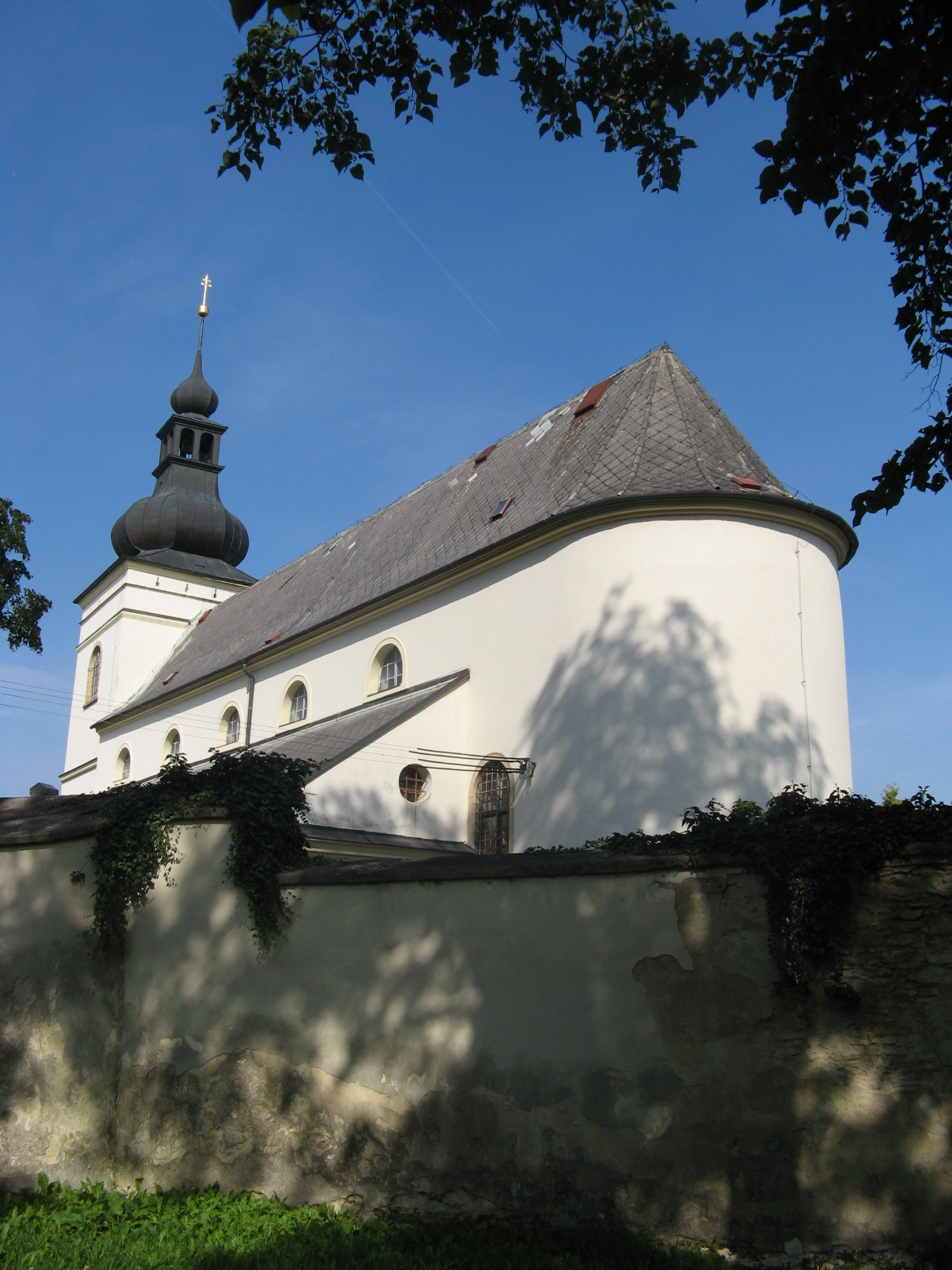
Église Saint-Gilles.
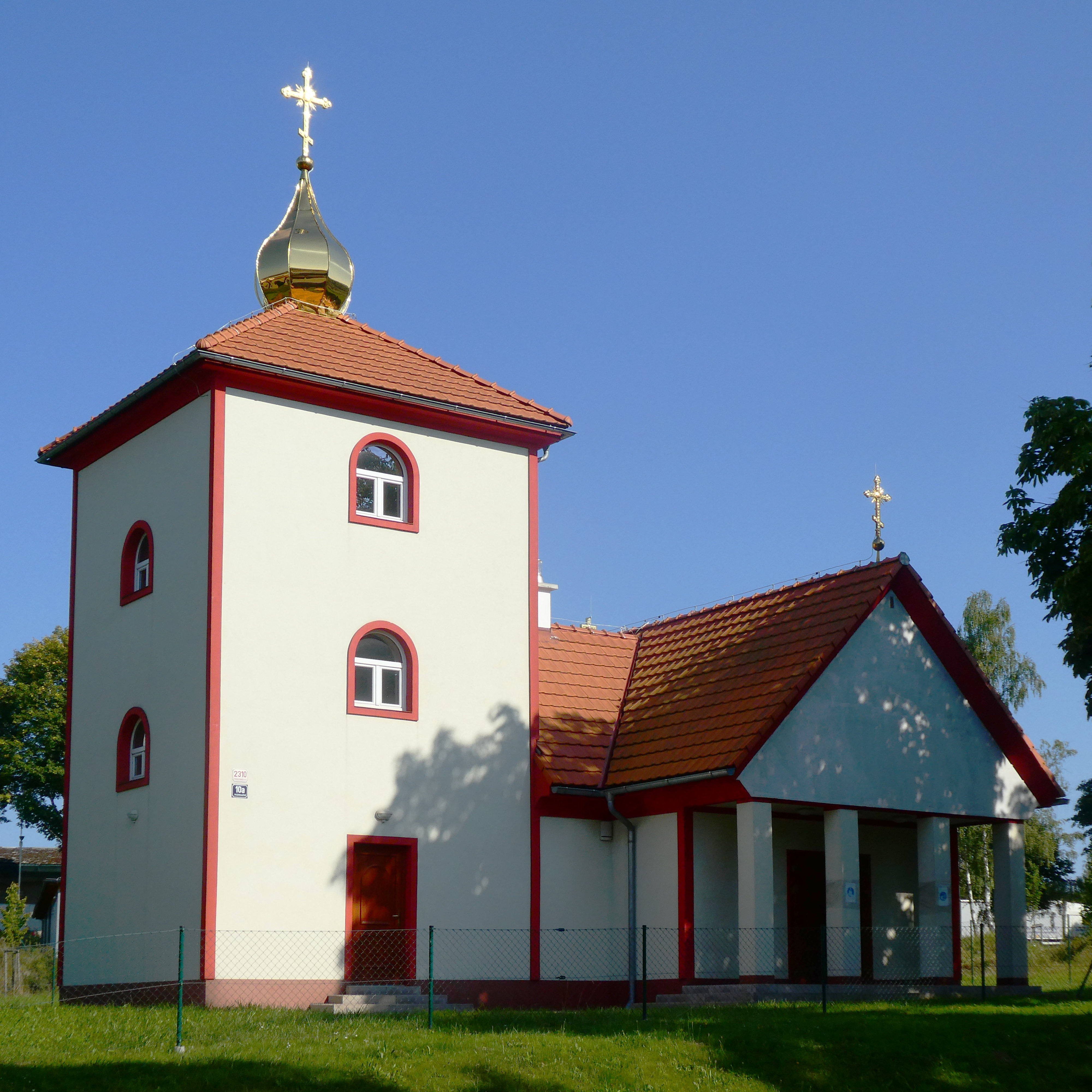
Chapelle Saint-Georges.

- Église et cimetière Saint-Gilles — à l'origine une basilique romane du milieu du XIIe siècle, un édifice à trois nefs, reconstruit en premier baroque avec une décoration intérieure baroque raffinée, à proximité du bâtiment de la paroisse catholique romaine d'origine gothique.

- Église Saint-Joseph — basilique néoromane de 1896 à trois nefs et deux clochers, que l'on nommait à l'origine « l'église rouge » en raison de la couleur des briques avec lesquelles elle a été construite.

- Monastère des Sœurs Pleines de Grâce appartenant à l'ordre de saint Vincent de Paul. Fondé en 1871 comme hôpital principalement pour enfants et hospice de vieillards, il est de nos jours « Foyer du carrefour » qui s'occupe surtout de femmes handicapées mentales.

### Autres institutions culturelles
- Musée municipal et galerie — il se trouve dans une villa construite en 1892 dans le style de la Renaissance allemande dont le premier propriétaire était alors maire et entrepreneur en vue Johann Budig. En 1947, l'édifice est confisqué par l'État qui y installe le musée municipal, qui va s'agrandir par la suite d'une aile droite. La première collection du musée date de 1894, et était alors entreposée dans l'orphelinat municipal. Parmi les expositions permanentes on trouve La Quête de l'Étoile de David – une présentation biographique d'Oskar Schindler, Juste parmi les nations, une exclusivité mondiale, l'Histoire des Techniques de Lessive, une exposition photo Instantanés de Svitavy constituée de clichés datant du début du XXe siècle, ainsi que Villas de Svitavy, consacrée aux plus beaux hôtels particuliers du lieu. Le musée organise en outre des expositions temporaires thématiques, et dans sa partie galerie des expositions sur l'art figuratif régional. Début juin, le musée organise « la Nuit du Musée » sur un programme varié, à laquelle s'ajoute un cycle annuel de conférences, de débats et autres manifestations culturelles. Une galerie de la Maison Ottendorfer présente une exposition photo autour de la vie et de l'œuvre de Valentin Ottendorfer.

Une antenne du musée occupe en outre le rez-de-chaussée de la maison Ottendorfer :
- Musée de l'Espéranto — fondé en 2008, il présente une exposition permanente et une exposition thématique annuelle (de juillet 2011 à mai 2012 sur « Traditions spirituelles du monde et Espéranto »). On trouve également une collection d'ouvrages en langue espéranto à la bibliothèque municipale.

- Le Centre culturel moderne FABRIKA

### Statuaire et monuments
- Sculpture en bronze : l'amour maternel – le mécène local Valentin Oswald Ottendorfer l'a financée, en hommage à sa mère Katharina comme à la Mère, au sens général. Œuvre de Adolf von Donndorf, professeur à l'Académie de Stuttgart et du sculpteur Johann Tomola de Brno. Il n'existe au monde que quatre exemplaires de cette œuvre d'art : à New York à Union Square (1881), à Svitavy (1892), à Weimar (1895) et à Stuttgart (1898).

- Colonne Maria en commémoration de la peste – auteur inconnu. L'œuvre se dresse sur la place centrale depuis 1703, où elle a été érigée en souvenir des épidémies de peste des XVIe et XVIIe siècles. Trois saints patrons de la ville, saint Sébastien, saint Florianet, saint Jean Népomucène. Dans une cavité a été installée une statue de sainte Rosalie.

- Fontaine de Saint Florian (1783), à côté de la Colonne.

- Sculpture baroque : la Sainte Trinité (1734), œuvre de l'École de Jiří František Pacák (1670-1742), influencée par Matthias Bernhard Braun

- Statue de Saint Jean Népomucène (1708), œuvre d'un maître anonyme, située devant l'église Saint-Gilles.

- Pietà baroque (1713), rue Pražská

- Monument en hommage à Oskar Schindler — situé face à sa maison natale, rue Poličská, il a été inauguré en 1994, à l'occasion de la Première solennelle du film de Steven Spielberg La Liste de Schindler

- Statue de la Libération (1948), œuvre du sculpteur Josef Kadlec, devant la Villa Sigmund.

### Patrimoine naturel
- Parc Jan Palach — le parc lui-même a été créé en 1890 en lien avec la construction de la Villa Langer. En 1946, il reçoit le nom de Edvard Beneš et devient accessible au public. En 1993, il est renommé en hommage à Jan Palach, et en 1999-2001 tout cet espace de près de deux hectares est réaménagé et agrandi. Sa pièce d'art maîtresse est la statue de l'Amour maternel.

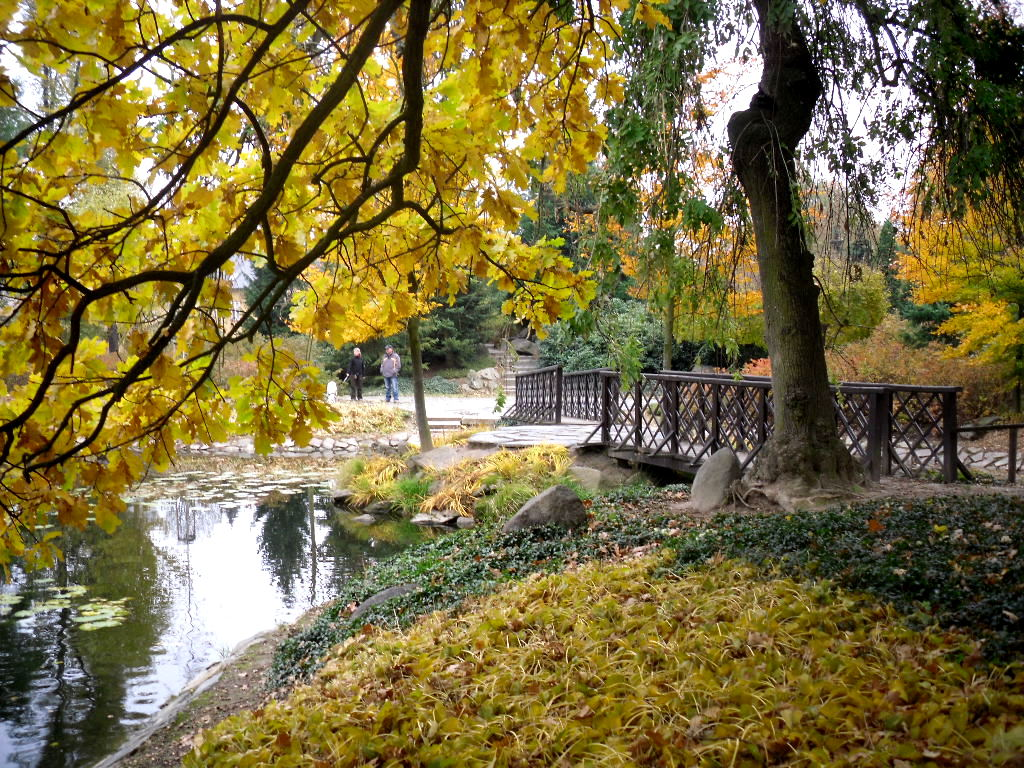
Parc Jan Palach.
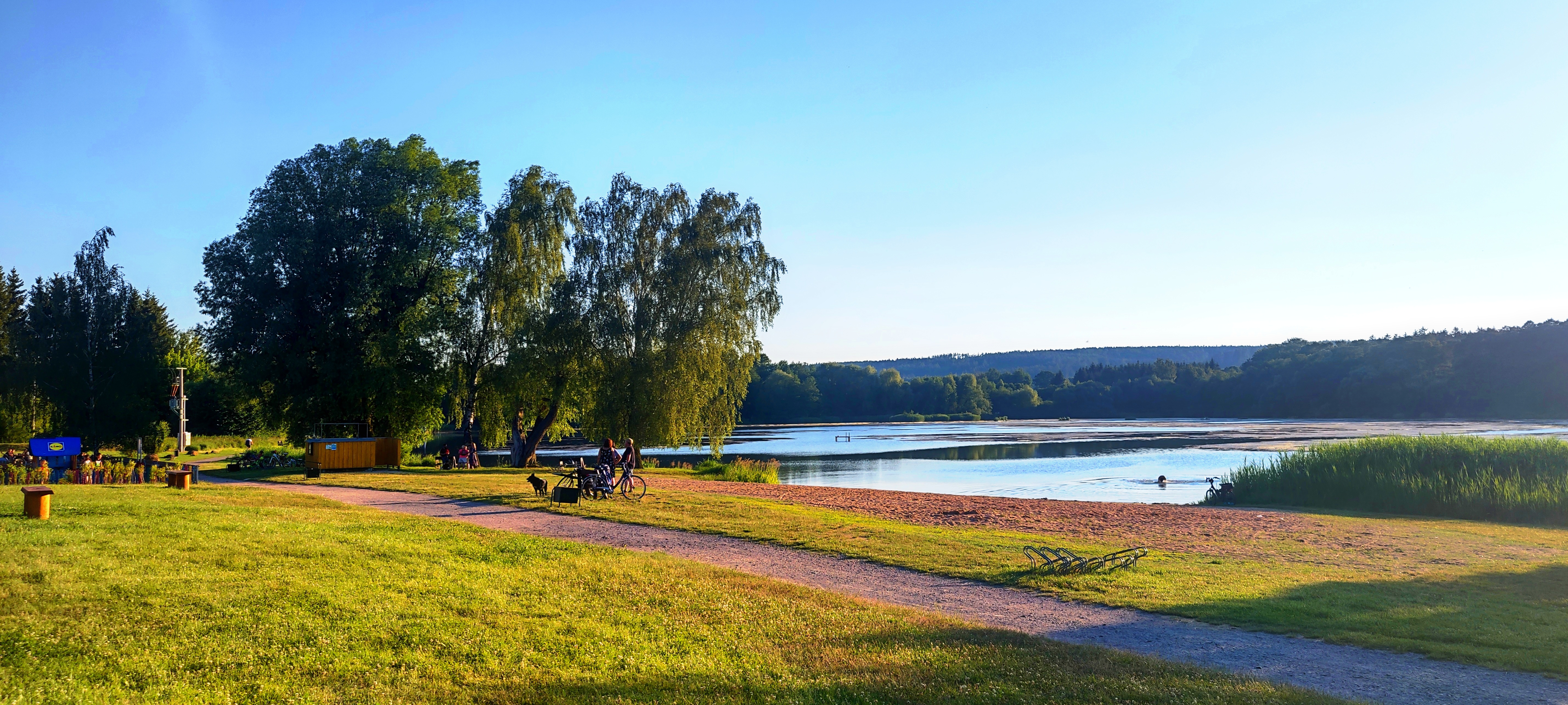
Lac Rosnička.

- Lac aux poissons Rosnička — espace de détente situé au nord-est de l'agglomération. Centre balnéaire et de sports aquatiques, qui accueille des festivals de musique, des compétitions moto et autres activités. C'est aussi le point de départ du sentier de découverte « Vers les sources de la rivière Svitava », doté de sept panneaux d'information.
- Sentier de découverte « Au carrefour de la Bohême-Moravie — le « pays » de Svitavy », en sortie du centre-ville, avec neuf haltes.

## Transports
Par la route, Svitavy se trouve à 31 km d'Ústí nad Orlicí, à 68 km de Pardubice, à 70 km d'Olomouc, à 72 km de Brno et à 181 km de Prague. 

## Personnalités
- Hermann von Zeissl (1817–1884), médecin ;
- Valentin Oswald Ottendorfer (en) (1826–1900), anarchiste, entrepreneur, philanthrope et journaliste américain qui contribua largement au développement du journal de langue allemande New Yorker Staats-Zeitung (en). Il fit construire dans la ville à la fin du XIXe siècle un hôpital, un orphelinat, un hospice et une bibliothèque publique, considérée comme le plus bel édifice de la ville ;
- Alexander Makowsky (1833–1908), géologue ;
- Viktor Felber (1880–1942), professeur ingénieur, en 1930-31 directeur de l'université technique de Prague ;
- Maximilian Felzmann (1894–1962), général ;
- Oskar Schindler (1908–1974), industriel qui sauva environ 1 200 Juifs durant la Shoah ;
- Jiří Pernes (né en 1948), historien et militant politique ;
- Martin Doktor (né en 1974), champion du monde et champion olympique de canoë (né à Polička).

## Villes jumelles
- Stendal (Allemagne)
- Weesp (Pays-Bas)
- Plochingen (Allemagne)
- Banská Štiavnica (Slovaquie)
- Žiar nad Hronom (Slovaquie)

## Aux environs de Svitavy
- Litomyšl – conservatoire de monuments urbains de style Renaissance, palais et maison natale du compositeur Bedřich Smetana
- Polička – ville qui a conservé dans un état remarquable des remparts et bastions médiévaux, patrie du compositeur Bohuslav Martinů
- Svojanov – ville fortifiée médiévale
- Nové Hrady – château monumental de style rococo
- Dolní Újezd – village-musée régional
- Moravská Třebová – château de la Renaissance tardive, importantes collections, plans d'eau.
- Žďárské vrchy (Colline de Žďár) – parc paysager protégé
- Toulovcovy Maštale – réserve naturelle contenant des reliefs ruiniformes de grès.